# Маргаи, Альберт
Сэр Альберт Майкл Маргаи (англ. Albert Michael Margai, 10 октября 1910, Гбангбатоке, Сьерра-Леоне — 18 декабря 1980, Фритаун) — премьер-министр Сьерра-Леоне в 1964—1966 годах, приёмный брат своего предшественника Милтона Маргаи.
В раннем детстве был усыновлён богатым торговцем из народа менде. Получив среднее образование, длительное время работал медбратом, однако в 1948 году получил в Лондоне адвокатскую лицензию. В 1951 году стал вместе с братом и Сиакой Стивенсом одним из создателей Народной партии Сьерра-Леоне, был избран в законодательный совет колонии и вскоре занял пост министра образования. В 1957 году Милтон Маргаи уступил ему лидерство в партии, однако после произошедшего вскоре раскола между Маргаи и Стивенсом Альберт Маргаи занялся вместе со Стивенсом созданием более радикальной оппозиционной силы, однако в 1960 году вернулся в ряды партии брата и возглавил министерство сельского хозяйства, а в 1962 году стал министром финансов и руководил введением национальной валюты — леоне. Как и Стивенс (и в отличие от брата, выступавшего за парламентскую систему британского образца), Альберт Маргаи симпатизировал идее однопартийного государства, которое бы могло объединить различные этнические группировки страны, превращавшие политические партии из идеологических в представляющие интересы разных народов.
В 1964 году после гибели брата в авиакатастрофе Маргаи занимает пост премьер-министра. В преддверии новых парламентских выборов он попытался ограничить регистрацию кандидатов от оппозиционного Всенародного конгресса (созданного Стивенсом) и ввёл военное положение. Когда на выборах 1967 года сторонники Стивенса все-таки получили незначительное большинство в парламенте, и генерал-губернатор Генри Джосия Лайтфут Бостон поручил ему сформировать новое правительство, при поддержке Маргаи главнокомандующий Дэвид Лансана организовал военный переворот, арестовал Бостона и Стивенса, отменил результаты выборов и провозгласил себя временным генерал-губернатором. Однако в 1968 году группа младших офицеров произвела новый переворот, и новый временный генерал-губернатор Джон Бангура передал власть Стивенсу, впоследствии, как и Маргаи, создавшему однопартийное государство. Маргаи в результате этих событий ушёл из политики.